# 山口裕一
山口 裕一（やまぐち ゆういち、1934年 -）は、日本の作家。

## 来歴
中国生まれ。早稲田大学理工学部卒業。NHK勤務を経て作家となる。

## 著書
- 『キチガイ同盟』三一書房 高校生新書 1967
- 『白い川の白い町』北島新平絵 アリス館牧新社 1975
- 『長者スカの秘密』永井吐無絵 アリス館牧新社 1976
- 「地図の探険シリーズ」リブリオ出版、1981

1、地図見るめがねは地図国眼鏡
2、地図国は等高線国
3、地図国のスケッチ法
4、地図国の風景
5、地図国を旅しよう
- 『消えた鉄道のなぞ しらべてみよう』ヒサクニヒコ絵 筑摩書房 1986
- 『こちら地図探偵団』全4巻 曽我舞絵 筑摩書房、1992‐93

1、消えた夜を追って
2 霧に消えた海峡
3、消えた道標のなぞ
4 信玄の山が消えた
- 『地図を使った風景スケッチ入門 やわらかい透視図法で山を描く』山と渓谷社 1993
- 『人はなぜ道に迷うか』ちくまプリマーブックス 1995

### 共著
- 『サンスウランドの大冒険』全8巻 篠木昭弘原案 文・構成 リブリオ出版 1991
- 『日本地図探検術 意外な事実にビックリ!』正井泰夫,中村和郎共著 PHP研究所 1999

## 参考
- 『人はなぜ道に迷うか』著書紹介